# Premio Padma Vibhushan
El premio Padma Vibhushan (en hindi: पद्म विभूषण) es el segundo premio civil más alto de la República de la India, después del Bharat Ratna. Instituido el 2 de enero de 1954, el premio se otorga por «servicios excepcionales y distinguidos», sin distinción de raza, ocupación, cargo o sexo. Los criterios de adjudicación incluyen «servicios en cualquier campo, incluidos los prestados por funcionarios públicos, médicos y científicos», pero excluidos los que trabajan con empresas del sector público. Hasta 2020 el premio se ha otorgado a 314 personas, incluidas siete entregas póstumas y veintiuna a extranjeros. Se traduce al castellano como "Condecoración del Loto".

## Historia
El 2 de enero de 1954 se publicó un comunicado de prensa de la oficina del secretario del presidente de la India en el que se anunciaba la creación de dos premios civiles: Bharat Ratna, el premio civil más alto, y el Padma Vibhushan en tres niveles, clasificado como «Pahela Varg» (clase I), «Dusra Varg» (clase II) y «Tisra Varg» (clase III), que se encuentran por debajo del Bharat Ratna. El 15 de enero de 1955 el Padma Vibhushan fue reclasificado en tres premios diferentes: el Padma Vibhushan, el más alto de los tres, seguido por el Padma Bhushan y el Padma Shri.
El premio, junto con otros honores civiles personales, se suspendió brevemente dos veces en su historia; por primera vez en julio de 1977 cuando Morarji Desai prestó juramento como el cuarto primer ministro de la India, por ser «inútil y politizado». La suspensión fue rescindida el 25 de enero de 1980 después de que Indira Gandhi se convirtiera en primera ministra. Los premios civiles se suspendieron nuevamente a mediados de 1992, cuando se presentaron dos litigios de interés público en los tribunales superiores de la India, uno en el Tribunal Superior de Kerala el 13 de febrero de 1992 por Balaji Raghavan y otro en el Tribunal Superior de Madhya Pradesh de Indore el 24 de agosto de 1992 por Satyapal Anand. Ambos peticionarios cuestionaron que los premios civiles fueran «títulos» según una interpretación del artículo 18 de la Constitución de la India. El 25 de agosto de 1992 el Tribunal Superior de Madhya Pradesh emitió una notificación suspendiendo temporalmente todos los premios civiles. Se formó un tribunal especial compuesto por cinco jueces: Aziz Mushabber Ahmadi, Kuldip Singh, Jeevan Reddy, N. P. Singh y Saiyed Saghir Ahmad. El 15 de diciembre de 1995 el tribunal especial restableció los premios y dictó sentencia en el sentido de que «los premios Bharat Ratna y Padma no son títulos con arreglo al artículo 18 de la Constitución de la India».

## Regulaciones
El premio se otorga por «servicio excepcional y distinguido», sin distinción de raza, ocupación, cargo o sexo. Los criterios incluyen «servicio en cualquier campo, incluido el servicio prestado por funcionarios públicos», pero excluye a los que trabajan con empresas del sector público, con la excepción de médicos y científicos.
El estatuto de 1954 no permitía premios póstumos, pero esto fue posteriormente modificado en el estatuto de enero de 1955; Aditya Nath Jha, Ghulam Mohammed Sadiq y Vikram Sarabhai se convirtieron en los primeros galardonados póstumamente en 1972.
Las recomendaciones se reciben de todos los gobiernos estatales y territoriales de la India, los Ministerios del Gobierno de la India, los ganadores del premio Bharat Ratna y el anterior Padma Vibhushan, los Institutos de Excelencia, los ministros, los ministros principales, los gobernadores de Estado, los miembros del Parlamento y los particulares. Entre el 1 de mayo y el 15 de septiembre de cada año se presentan las recomendaciones para el premio al Comité de Premios Padma, convocado por el primer ministro de la India. Posteriormente el comité presenta sus recomendaciones al primer ministro y al presidente de la India para su posterior aprobación. 
Los ganadores del premio se anuncian el Día de la República  y se registran en The Gazette of India, una publicación semanal del Departamento de Publicaciones del Ministerio de Desarrollo Urbano que se utiliza para los avisos oficiales del gobierno. La concesión del premio no se considera oficial sin su publicación en la gaceta. Los destinatarios cuyos premios han sido revocados o restituidos, acciones ambas que requieren la autoridad del presidente, también se registran en la gaceta y deben entregar sus medallas cuando sus nombres se eliminan del registro.

## Especificaciones

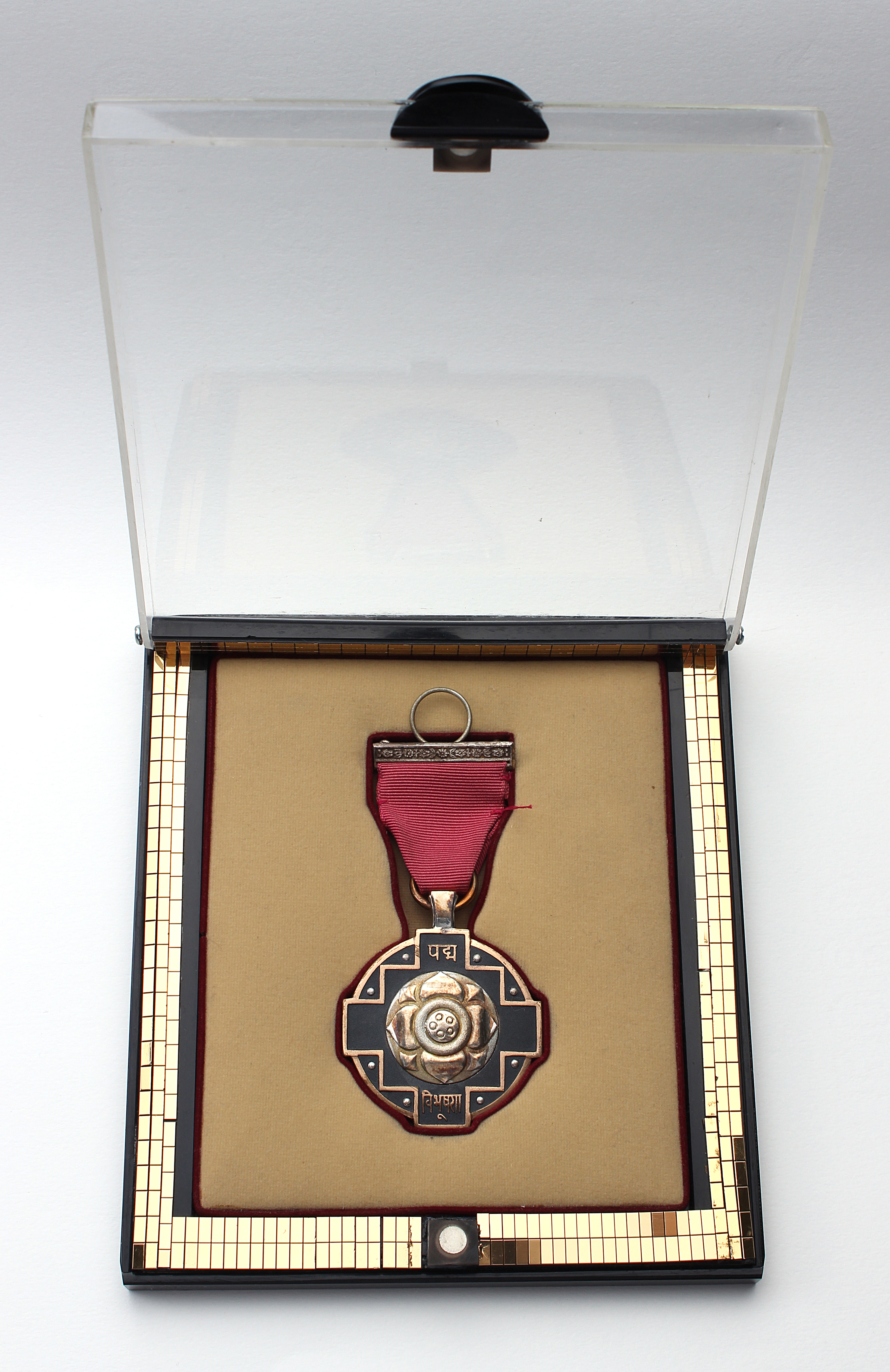
Padma Vibhushan.

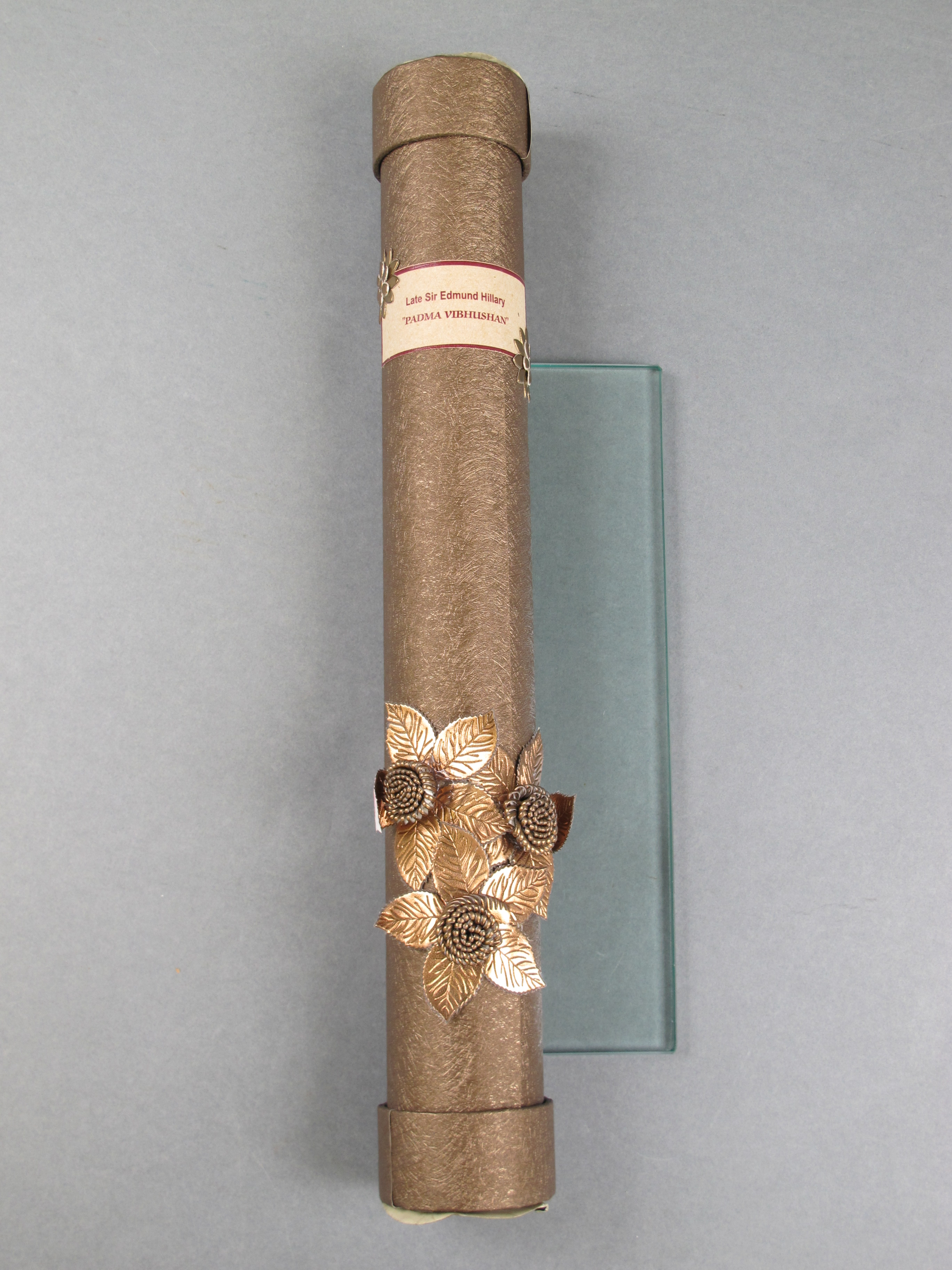
Junto con la medalla se entrega un rollo de papel (certificado) almacenado en un tubo de cartón marrón decorado.

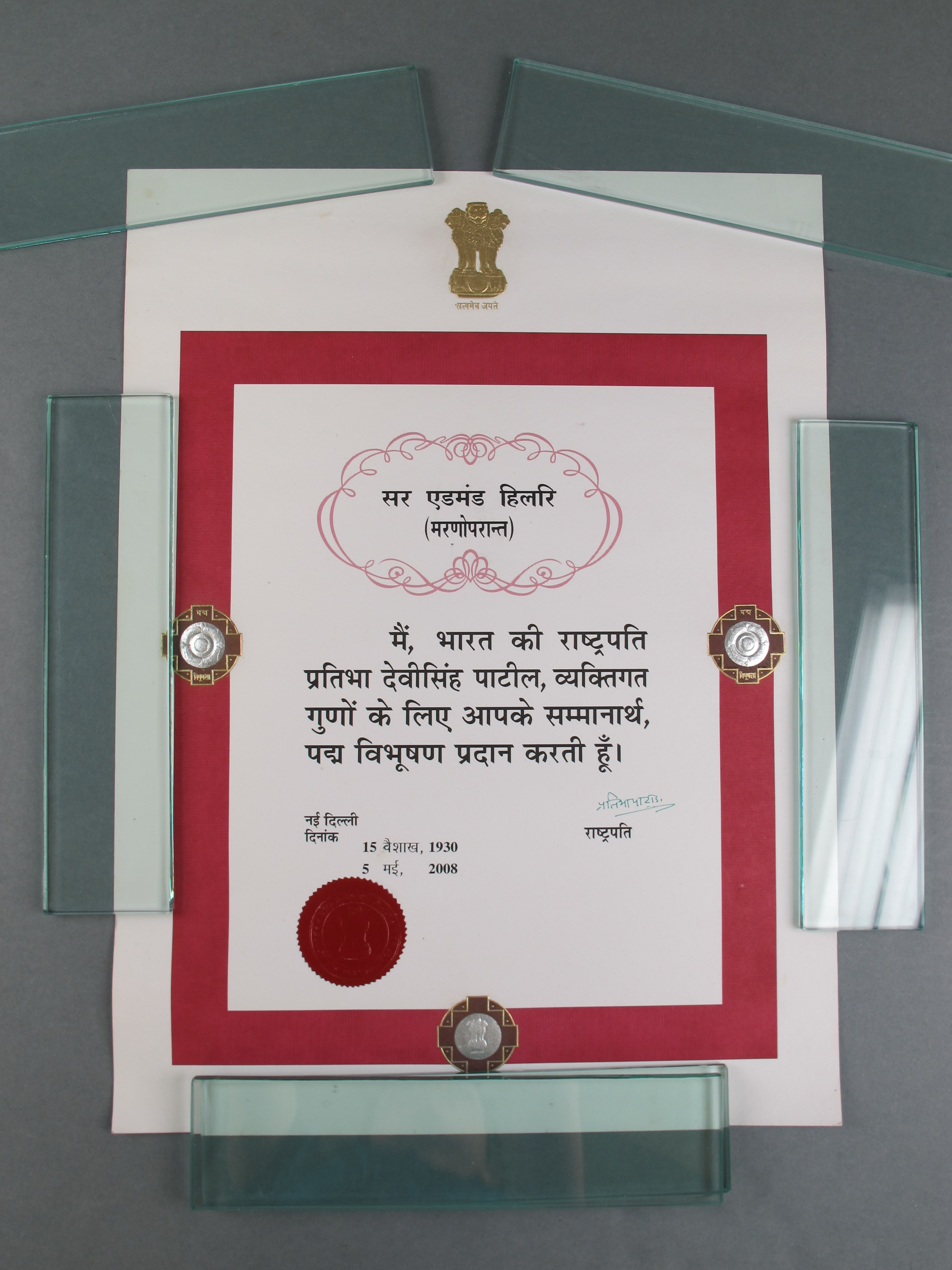
Certificado.

Las especificaciones originales de 1954 del premio exigían un círculo hecho de oro dorado de 35 mm de diámetro, con bordes en ambos lados. Una flor de loto ubicada en el centro grabada en relieve en el anverso de la medalla y el texto «Padma Vibhushan» escrito en devanagari inscrito sobre el loto a lo largo del borde superior de la medalla. Una corona de flores grabada a lo largo del borde inferior y una corona de loto a lo largo del borde superior. El emblema de la India ubicado en el centro del reverso con el texto «Desh Seva» en devanagari en el borde inferior. La medalla estaba suspendida por una banda rosa de 32 mm de ancho dividida en dos segmentos iguales por una línea vertical blanca.
Un año después se modificó el diseño. La decoración actual es un medallón de forma circular en tonos bronce de 44 mm de diámetro y 3,2 mm de espesor. El patrón ubicado en el centro hecho de líneas externas de un cuadrado de 30 mm de lado grabado con una perilla tallada dentro de cada uno de los ángulos externos del patrón. En el centro de la decoración se ubica un espacio circular en relieve de 27 mm de diámetro. Una flor de loto ubicada en el centro grabada en relieve en el anverso de la medalla y el texto «Padma» escrito en devanagari encima del loto y el texto «Vibhushan» debajo. El emblema de la India se ubica en el centro del reverso con el lema nacional de la India, Satyameva Jayate (Solo la verdad triunfa), en devanagari, inscrito en el borde inferior. El contorno, los bordes y todo el relieve a ambos lados es de oro blanco con el texto «Padma Vibhushan» en plata dorada. La medalla está suspendida por una banda rosa de 32 mm de ancho.
La medalla ocupa el cuarto lugar en el orden de precedencia del uso de medallas y condecoraciones. Se producen en Alipore Mint (Casa de Moneda), en Calcuta, junto con otros premios civiles y militares como Bharat Ratna, Padma Bhushan, Padma Shri y Param Vir Chakra.

## Premiados
Los primeros que fueron distinguidos con el Padma Vibhushan fueron Satyendra Nath Bose, Nandalal Bose, Zakir Husain, Balasaheb Gangadhar Kher, V. K. Krishna Menon y Jigme Dorji Wangchuck, quienes fueron honrados en 1954. Hasta 2020 el premio ha sido otorgado a 314 personas, incluyendo diecisiete destinatarios póstumos y veintiún no ciudadanos. Algunos de los premios han sido rechazados o devueltos por los destinatarios; P. N. Haksar, Vilayat Khan, E. M. S. Namboodiripad, Swami Ranganathananda  y Manikonda Chalapathi Rau rechazaron el premio; los familiares de Lakshmi Chand Jain (2011) y Sharad Anantrao Joshi (2016) rechazaron el otorgamiento póstumo, y Baba Amte devolvió su premio de 1986 en 1991.
El 25 de enero de 2020 el premio se otorgó a siete destinatarios: George Fernandes, Arun Jaitley, Anerood Jugnauth, Mary Kom, Chhannulal Mishra, Sushma Swaraj y Vishwesha Teertha.
| año       | Premiados |
| --------- | --------- |
| 1954–1959 | 17        |
| 1960–1969 | 27        |
| 1970–1979 | 53        |
| 1980–1989 | 20        |
| 1990–1999 | 42        |
| 2000–2009 | 86        |
| 2010–2019 | 62        |
| 2020–2029 | 12        |

| año                    | Premiados |
| ---------------------- | --------- |
| Artes                  | 60        |
| Servicio civil         | 52        |
| Literatura y educación | 41        |
| Medicina               | 13        |
| Asuntos públicos       | 73        |
| Ciencias e ingeniería  | 35        |
| Trabajo social         | 18        |
| Deportes               | 4         |
| Comercio e industria   | 12        |
| Otros                  | 6         |